# Marco Tardelli
Marco Tardelli (ur. 24 września 1954 w Capanne di Careggine) – włoski piłkarz i trener piłkarski. Jako piłkarz grał na pozycji pomocnika w reprezentacji Włoch i w Juventusie. Wraz z reprezentacją wywalczył mistrzostwo świata na Mundialu w 1982 roku. W 2000 roku jako trener doprowadził reprezentację Włoch U-21 do mistrzostwa Europy.

## Kariera
Swoją karierę rozpoczynał w Pisa Calcio. Grał tam do 1974 roku. Wtedy przeszedł do Calcio Como. W 1975 roku został wykupiony przez Juventus F.C. Grał tam aż 10 lat i odniósł takie sukcesy jak – zdobył Puchar Mistrzów w 1985, Puchar UEFA w 1977 oraz pięć tytułów mistrza Włoch. Na Mistrzostwach Świata 1986 występował już w barwach jednego z największych rywali swojego poprzedniego klubu – Interze Mediolan. W reprezentacji jako piłkarz rozegrał w sumie 81 spotkań, strzelając w tym czasie 6 goli.
Marco Tardelli swoją karierę trenerską rozpoczynał w reprezentacjach juniorskich Włoch. W 2001 roku poprowadził reprezentację Włoch U-21 do mistrzostwa Europy. Później przeniósł się do Interu Mediolan, jednak po porażce 0:6 z lokalnym rywalem, drużyną A.C. Milan, został zwolniony ze stanowiska. Kolejną posadę selekcjonera Tardelli dostał w Egipcie, gdzie prowadził reprezentację narodową. Brak sukcesów spowodował przenosiny do drugoligowego włoskiego Arezzo. W latach 2008–2013 Tardelli był asystentem Giovanniego Trapattoniego na stanowisku selekcjonera reprezentacji Irlandii.

## Sukcesy
- Mistrzostwo Świata w 1982 z Reprezentacją Włoch
- Mistrzostwo Włoch: 1977, 1978, 1981, 1982 i 1984 z Juventusem
- Puchar Ligi Mistrzów w 1985 z Juventusem
- Puchar UEFA w 1977 z Juventusem
- Puchar Zdobywców Pucharów w 1984 z Juventusem
- Superpuchar Europy w 1984 z Juventusem